# Nicholas Hill, 9.º Marquês de Downshire
Arthur Francis Nicholas Wills Hill, 9.º Marquês de Downshire (nascido em 4 de fevereiro de 1959), é um nobre britânico no Pariato da Irlanda e proprietário de terras em Yorkshire.

## Vida pregressa

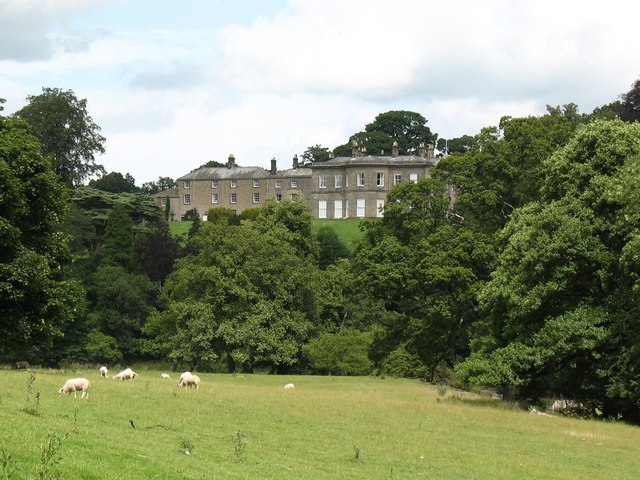
Castelo de Clifton

Downshire nasceu em 1959, filho de Robin Hill, 8.º Marquês de Downshire.  Por volta de 1970, seu pai comprou a propriedade do Castelo de Clifton, perto de Masham, em North Yorkshire, que se tornou a casa principal da família. 
O jovem Hill estudou administração de fazendas no Royal Agricultural College, Cirencester, onde obteve um diploma em Administração Avançada de Fazendas e se qualificou como contador credenciado. 
Ele foi denominado Conde de Hillsborough depois que seu pai sucedeu como Marquês de Downshire em 1989. 

## Carreira
Hill trabalhou na Touche Ross de 1981 a 1987  e passou cerca de vinte anos trabalhando em finanças e capital de risco em Londres. Em 2001, ele retornou a Masham para assumir, de seu pai, a gestão das propriedades de Clifton e Jervaulx.  Em 2003, ele sucedeu seu pai como Marquês de Downshire e herdou as propriedades. 
Em maio de 2011, Downshire lançou um evento anual sobre pastagens do Norte em Clifton Castle Farms. Ele produzia então 3.000 toneladas de silagem por ano.  Em 2014, ele cultivava manualmente cerca de 700 acres da propriedade do Castelo de Clifton. Cerca de 250 acres eram aráveis, cultivando principalmente trigo, cevada e aveia. Naquela época, ele havia desistido de uma grande operação de produção de laticínios, que provou precisar de muito investimento novo, mas se diversificou criando caldeiras de biomassa e um esquema de energia hidrelétrica . Além dos interesses na exploração de pedreiras e florestas, e dez fazendas arrendadas nas duas propriedades, Downshire também era dono do pub Blue Lion em East Witton, nomeado como "melhor pousada gastronômica" no Good Pub Guide de 2014. 
Em março de 2014, Downshire tornou-se presidente da Country Landowners' Association em Yorkshire e também se juntou ao comitê de políticas da organização nacional. Ele comentou ao The Yorkshire Post: "Ser proprietário de uma propriedade é um negócio de longo prazo, e qualquer decisão que eu tome é uma tentativa de olhar para os próximos cinquenta anos, em vez de alguns meses." 
Ele é membro do conselho da Moorland Association desde sua formação em 2014 e foi seu presidente por três anos.  Em 2018 tornou-se membro do Conselho do Ducado de Lancaster  e ainda era membro em 2023. 
Em 2023, uma nova pousada boutique chamada Arthur's foi inaugurada em Hillsborough, em homenagem a Downshire. 

## Vida pessoal
Downshire casou-se com Diana Jane Bunting, filha de Gerald Leeson Bunting, um advogado de Otterington House, Northallerton, e eles têm quatro filhos, três filhas e um filho.  A filha deles, Lady Georgina Anderson, é chef em Harrogate  e seu filho Edmund Robin Arthur Hill, conde de Hillsborough (nascido em 1996) é o herdeiro aparente. 
A família vive principalmente no Castelo de Clifton. 
Em 2013, Downshire herdou outro título de nobreza, o de Barão Sandys, de um primo distante, Richard Hill, 7.º Barão Sandys.  
Em junho de 2022, os Downshires abriram os jardins do castelo como parte do National Garden Scheme em Wensleydale. 